# Marco Polo (låt)
Marco Polo feat. Soulja Boy är en singel på Bow Wows album New Jack City II. Musikvideon handlar om Soulja Boy och Bow Wow som blir tvingade till att städa en pool. De bestämmer sig dock för att ringa sina vänner och ha ett poolparty istället. 
Soulja Boy har gjort en remix på låten med flera andra rappare, däribland Twista, The Game, Lil Wayne, Jermaine Dupri, Nelly och Snoop Dogg. Remixen har dock inte släppts än.

## Topplistan
| Topplistan (2008)                    | position |
| ------------------------------------ | -------- |
| U.S. Billboard Hot 100               | 66       |
| U.S. Billboard Hot R&B/Hip-Hop Songs | 28       |
| U.S. Billboard Hot Rap Tracks        | 22       |